# Birgit Õigemeel
Birgit Õigemeel (født 24. september 1988) er en estisk sanger. Hun repræsenterede Estland ved Eurovision Song Contest 2013.
Hun startede sin musikalske karriere som korsanger på Estonian Television Children's Choir og lærte at spille violin på Kohila Music School.
Õigemeel er den første vinder af estisk Idol Eesti otsib superstaari. I 2007 var Õigemeel på den italienske kulturfestival "L'Olivo d'Oro" den første ikke-italienske til at modtage prisen "Golden Olive Branch".
Õigemeel repræsenterede Estland i Eurovision Song Contest 2013 i Malmö, Sverige med sangen "Et uus saaks alguse", der kvalificerede sig fra den første semifinale i konkurrencen fra 10. pladsen og fik en placering som nummer 20 i finalen med en score på 19 point.
Forud for deltagelsen forsøgte hun uden succes at deltage i konkurrencen to gange, i 2008 og 2012. I 2002, hvor konkurrencen blev afholdt i Tallinn, var hun på scenen som korsanger under et pauseindslag.
Õigemeel har været involveret i professionelle teaterproduktioner: I 2007 spillede hun rollen som Sylvia i scenespilet De to herrer fra Verona (skrevet af William Shakespeare og instrueret af den estiske instruktør og skuespiller Lembit Peterson) på det estiske teater Theatrum. På teatret Vanemuine har hun spillet Maria Von Trapp fra "The Sound of Music" (åbnet i 2010) og optrådte i rollen i en populær etno musikalsk "Peko" (premieret i 2011 som en udendørs produktion i Värska). Fra efteråret 2016 spiller hun Sophie i den estiske produktion af "Mamma Mia". I sin fritid spiller hun lejlighedsvis med en amatørtrup i hendes hjemby Kohila.
Õigemeel er gift med sin chef Indrek Sarrap. Hun fødte deres første barn, en dreng, i oktober 2013. Deres andet barn, en pige blev født i 2016. De bor i Tallinn.
Õigemeel er den næstyngste af fire Õigemeel-søstre. Med sine søskende, Reelika, Sigrid og Kairi, har Õigemeel også optrådt som en sanggruppe enten på tv-shows eller lokale arrangementer.
Õigemeels mor Astrid Õigemeel er musiklærer, mens hendes far Riivu Õigemeel driver et lokalt møbelfirma. De bor i Kohila.